# Сирани, Джованни Андреа
Джованни Андреа Сирани (итал. Giovanni Andrea Sirani; 4 сентября 1610[…], Болонья — 21 мая 1670[…], Болонья) — итальянский художник эпохи барокко, живший и работавший в Болонье.

## Биография

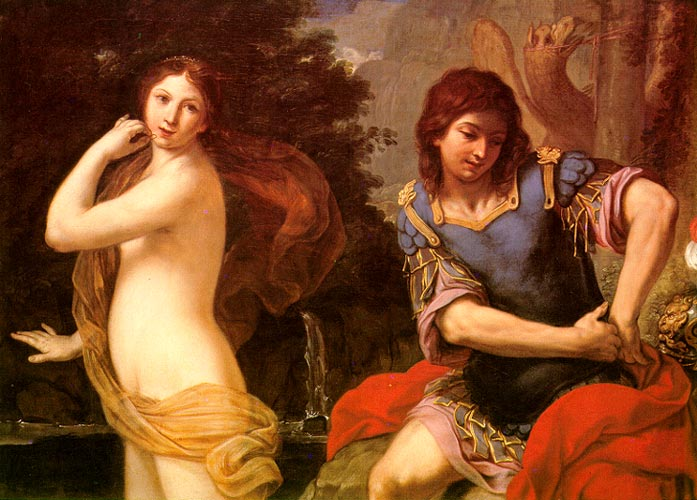
Анжелико и Ружеро. Сцена из «Неистового Роланда».

Родился в 1610 году в Болонье. Учится живописи начал под руководством Джакомо Каведоне, в мастерской у которого оставался недолгое время, а затем перешёл в мастерскую Гвидо Рени, достаточно быстро став его любимым учеником.
Болонья в то время была процветающим городом, где развивались изящные искусства, и, в том числе, живопись. Помимо учителя Сирани, Гвидо Рени, в Болонье работали также Гверчино, Франческо Альбани и ряд других известных живописцев.
После смерти Гвидо Рени (1642), Джованни Андреа Сирани встал во главе собственной мастерской. Наибольших успехов среди учеников и учениц художника его собственная дочь — Элизабетта Сирани. Художник также обучил своему искусству двух других дочерей — Барбару и Анну-Марию. Среди других его учеников выделялся художник Джованни Диамантини. 
Кроме живописи, занимался также гравюрой.
Скончался Сирани в 1670 году в Болонье.

## Творчество
Сохранилось довольно много работ Сирани, часть из которых находятся в различных церквях Болоньи, в частности, в церкви Сан-Джорджо, в церкви Сан-Бенедетто и в монастырской церкви Сан-Джироламо в болонском картезианском монастыре (ныне превращён в городское кладбище). 
Значительное количество работ Сирани, преимущественно на мифологические сюжеты, которые отличаются продуманностью и лаконичностью (по барочным меркам)  композиций хранится в собраниях различных европейских музеев.

## Галерея

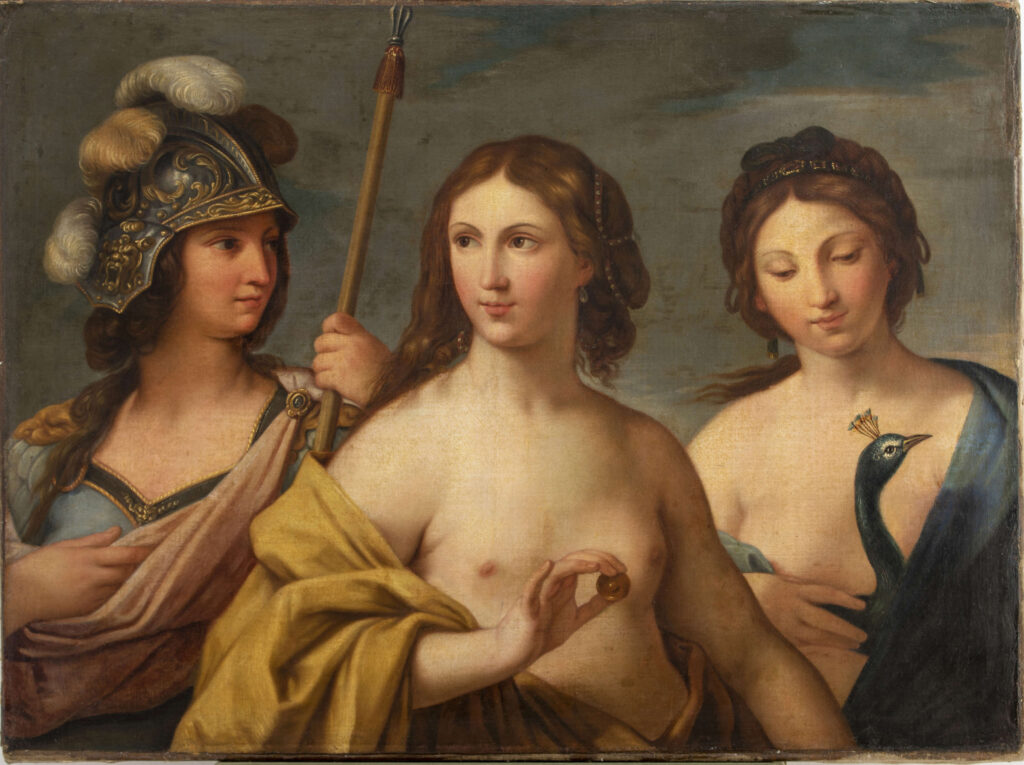
Три античных богини (авторство Сирани предположительно, другой предполагаемый кандидат — Симон Вуэ)
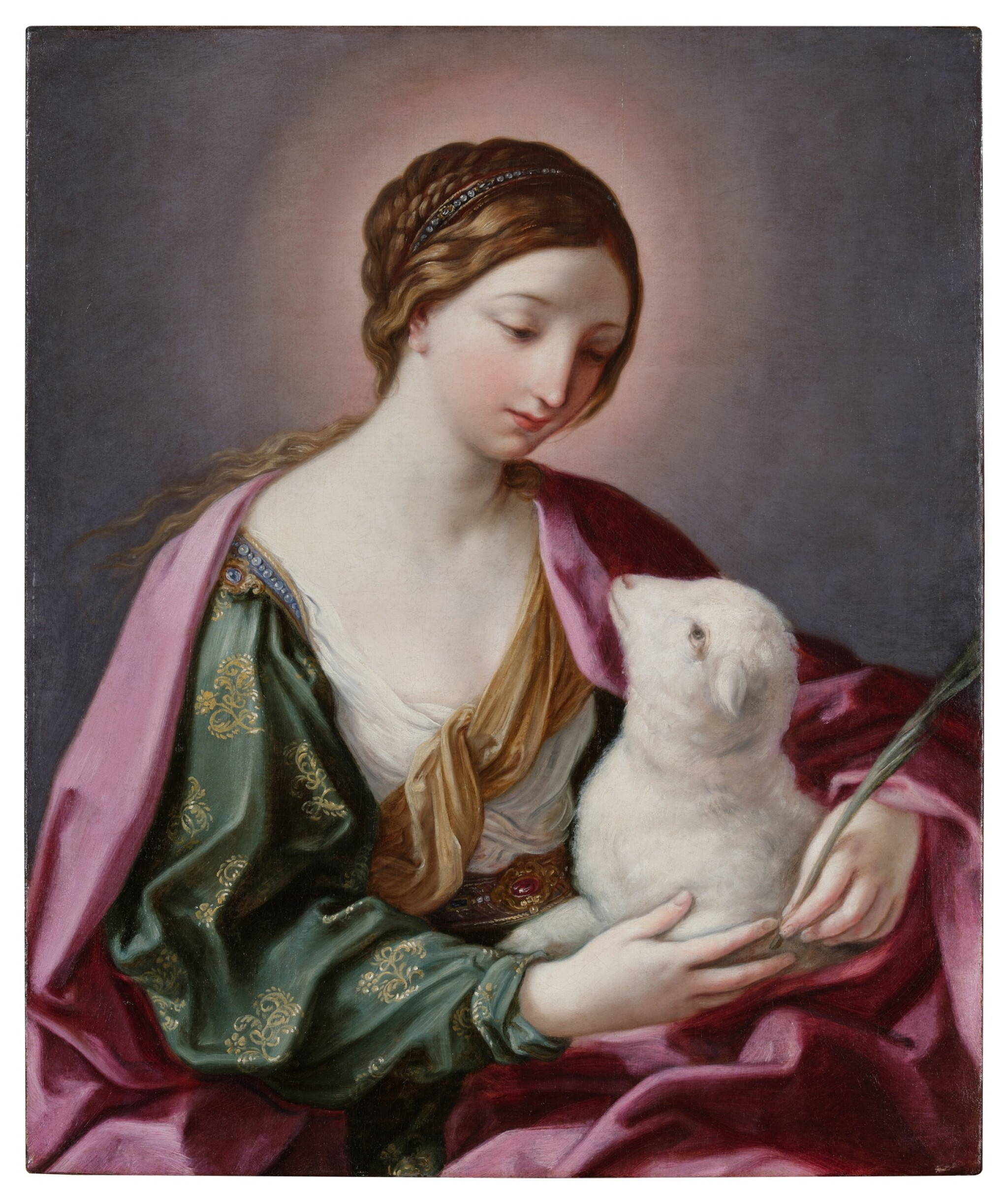
Святая Агнесса
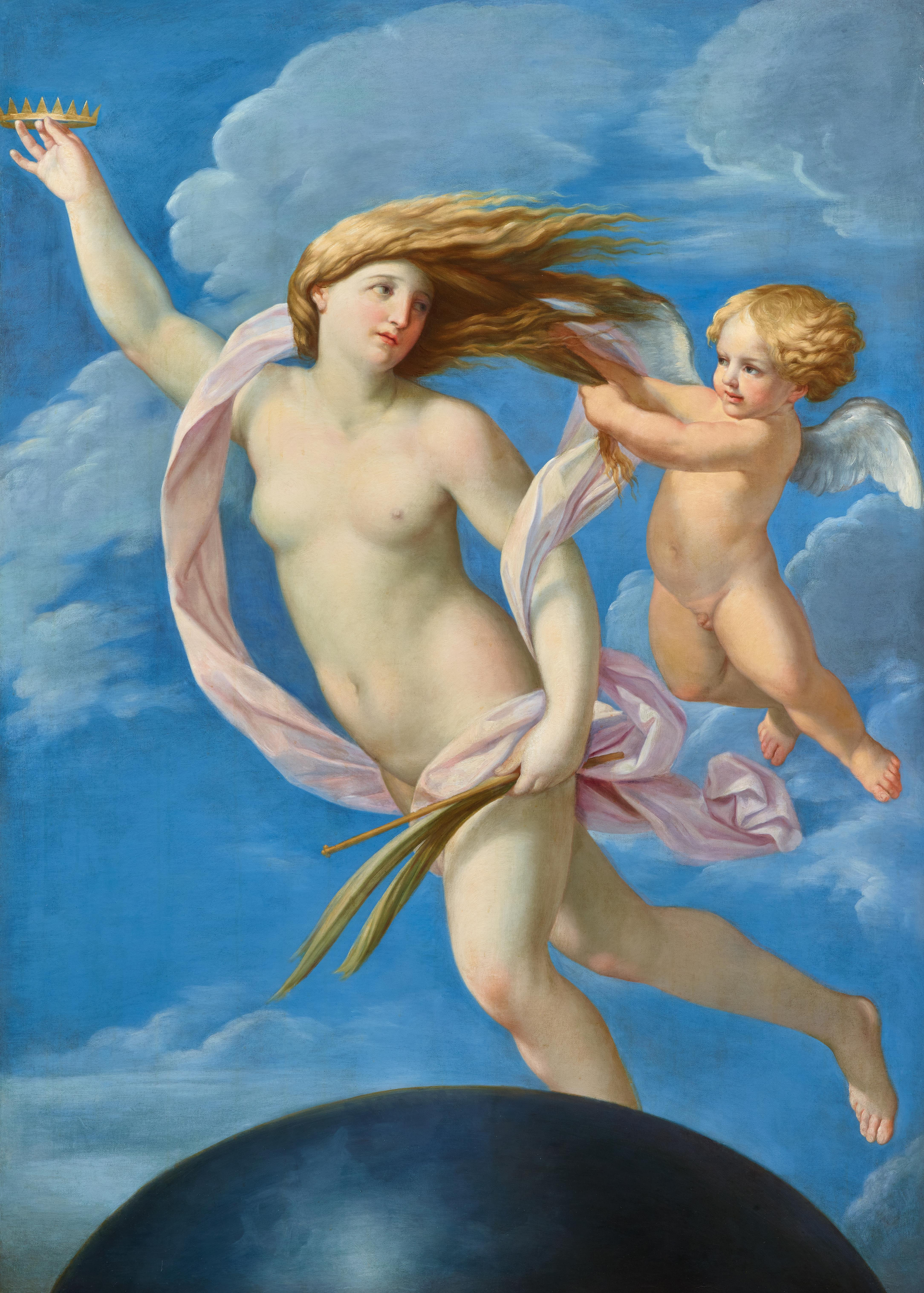
Фортуна
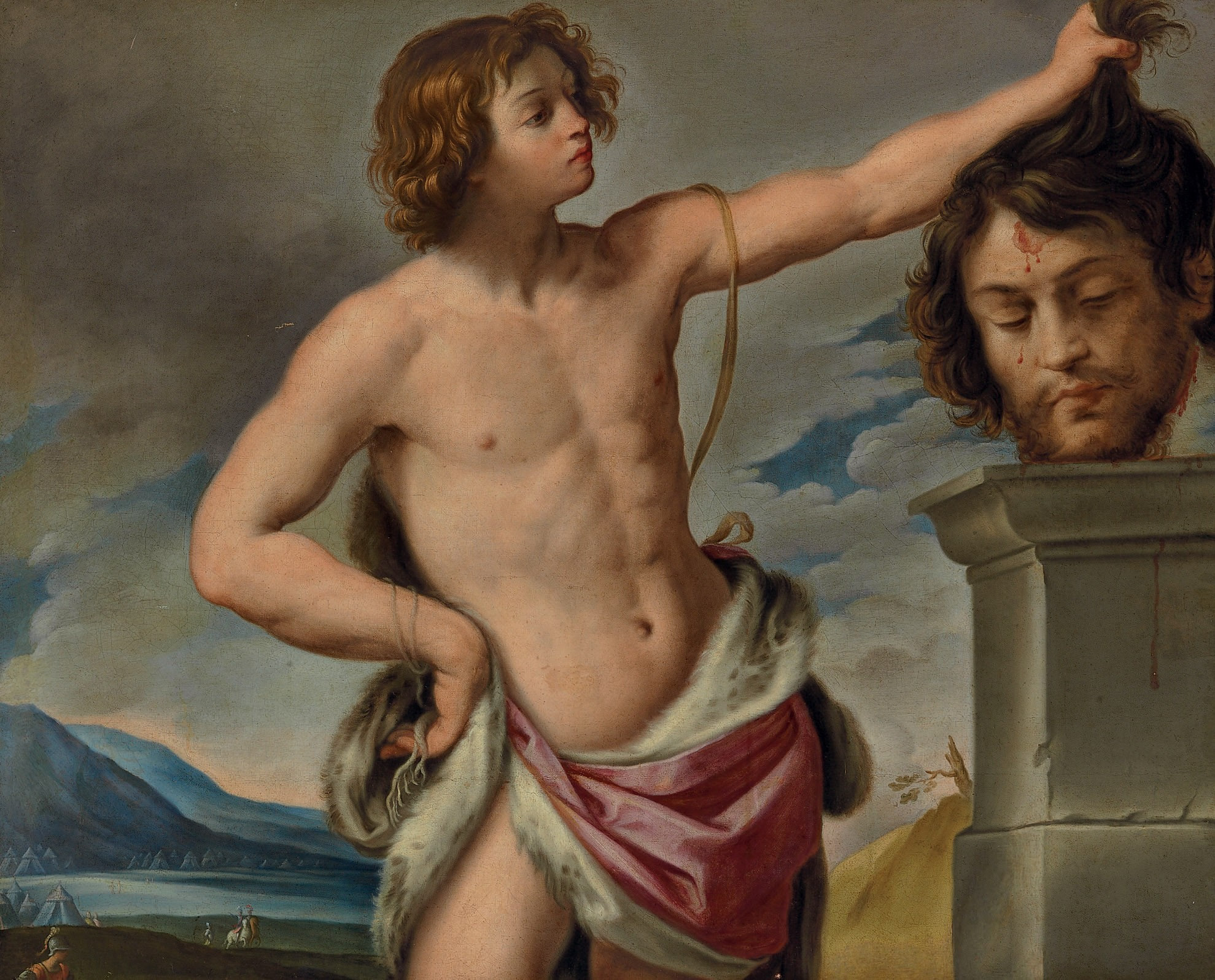
Давид с головой Голиафа
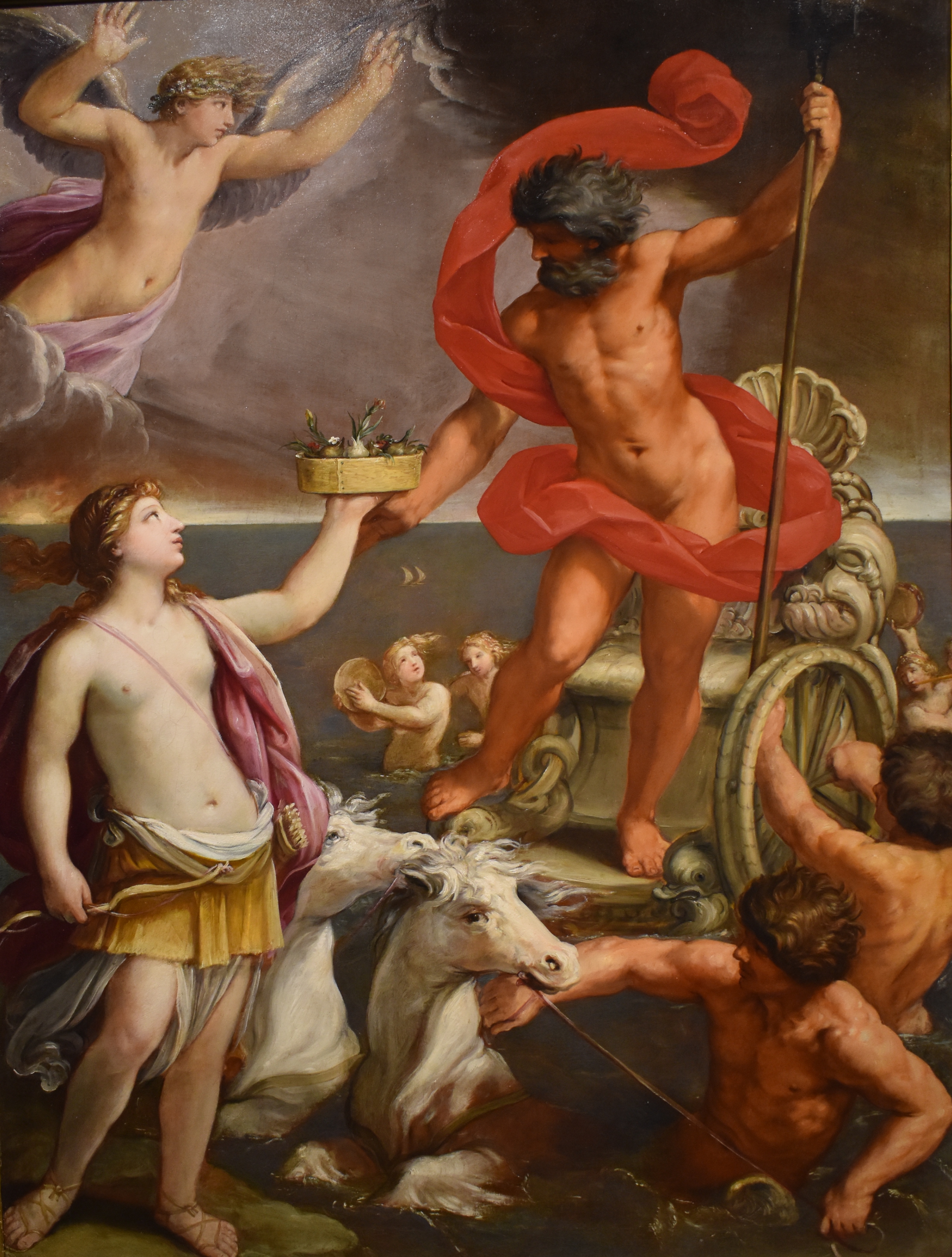
Гея дарит Нептуну луковицы тюльпанов
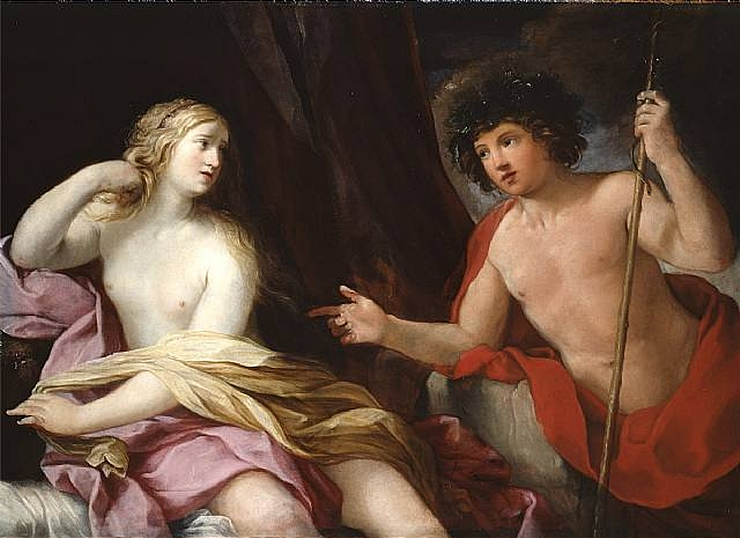
Вакх и Ариадна
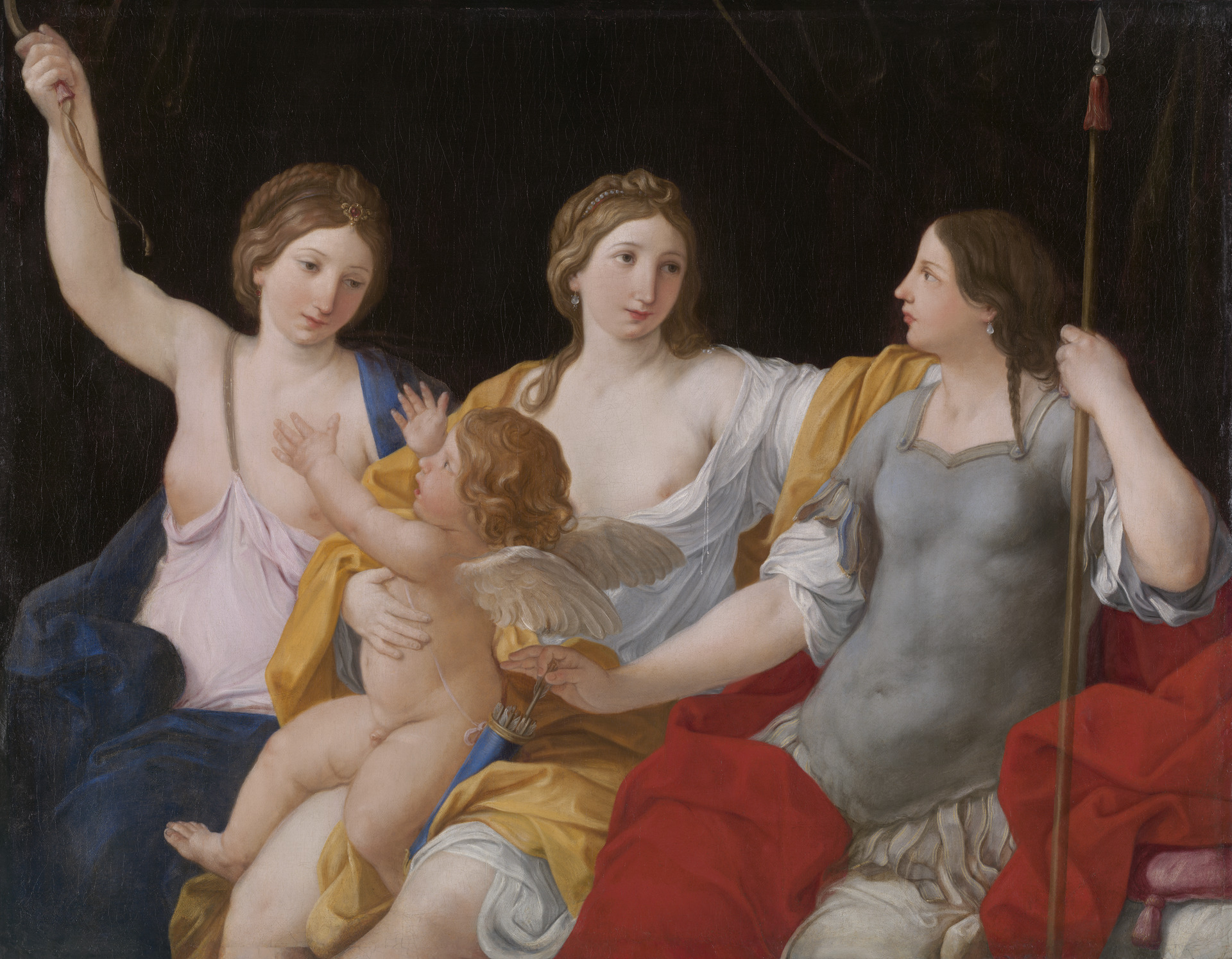
Венера, Юнона и Минерва с купидоном.
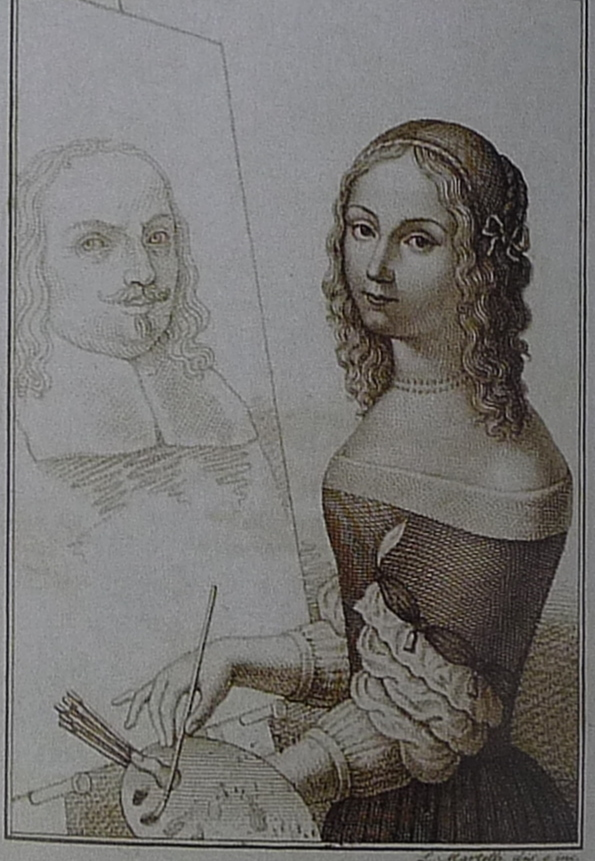
Элизабетта Сирани с портретом отца. Гравюра Луиджи Мартелли с оригинала Элизабетты Сирани.